# São Martinho (Seia)
São Martinho é uma povoação portuguesa do Município de Seia que foi sede da extinta Freguesia de São Martinho, freguesia que tinha 8,81 km² de área e 638 habitantes (2011), e, por isso, uma densidade populacional de 72,4 hab/km².
A Freguesia de São Martinho foi extinta e agregada à Freguesia de Santa Marinha, criando-se a União das freguesias de Santa Marinha e São Martinho.

## População
| Totais e grupos etários | Totais e grupos etários | Totais e grupos etários | Totais e grupos etários | Totais e grupos etários | Totais e grupos etários | Totais e grupos etários | Totais e grupos etários | Totais e grupos etários | Totais e grupos etários | Totais e grupos etários | Totais e grupos etários | Totais e grupos etários | Totais e grupos etários | Totais e grupos etários | Totais e grupos etários |
| ----------------------- | ----------------------- | ----------------------- | ----------------------- | ----------------------- | ----------------------- | ----------------------- | ----------------------- | ----------------------- | ----------------------- | ----------------------- | ----------------------- | ----------------------- | ----------------------- | ----------------------- | ----------------------- |
|                         | 1864                    | 1878                    | 1890                    | 1900                    | 1911                    | 1920                    | 1930                    | 1940                    | 1950                    | 1960                    | 1970                    | 1981                    | 1991                    | 2001                    | 2011                    |
| Total                   | 823                     | 823                     | 812                     | 787                     | 902                     | 911                     | 2 161                   | 921                     | 834                     | 861                     | 905                     | 966                     | 915                     | 816                     | 638                     |

| 0-14 anos | 15-24 anos | 25-64 anos | 65 e + anos |
| 119 \| 51 | 115 \| 81  | 441 \| 344 | 141 \| 162  |
| -57%      | -30%       | -22%       | +15%        |

## Património
- Igreja Paroquial de São Martinho;
- Capela de Santo António;
- Solar dos Comas. Século XVII;
- Casa da Torre[2]
- Marcas judaicas em casas e Igreja Matriz[3].

## Equipamentos
- Piscinas de São Martinho;

## Coletividades
- Sporting União de São Martinho;
- Solar do Mimo - Centro de Acolhimento Temporário de Crianças em Risco.